# Kur e humba një dashuri
"Kur e humba një dashuri" är en låt på albanska framförd av sångerskan Manjola Nallbani. Låtens text är skriven av Jorgo Papingji medan den är komponerad av Vladimir Kotani. Med låten ställde Nallbani upp i Festivali i Këngës 32 år 1993. I finalen som hölls i december i Pallati i Kongreseve i Tirana, fick hon flest poäng och vann tävlingen. Detta blev tredje gången som Nallbani vann tävlingen, då hon år 1989 tillsammans med Frederik Ndoci och Julia Ndoci vann med låten "Toka e diellit" och året innan (1992) vann tillsammans med Viktor Tahiraj och Aleksandër Gjoka med låten "Pesha e fatit". Efter att ha vunnit med "Kur e humba një dashuri" är Nallbani en av de tre artister som vunnit tävlingen näst flest gånger (tillsammans med Aurela Gaçe och Tonin Tërshana som också har tre segrar var). Överlägset flest segrar har Vaçe Zela med sina 10 stycken.
Vid TV-programmet 100 Vjet Muzikë på TV Klan år 2012 framförde Nallbani en ny version av låten.